# Mlynica
Mlynica (bis 1948 slowakisch „Milbach“; deutsch Mühlenbach, ungarisch Malompatak, bis 1907 Mühlenbach) ist eine Gemeinde im Osten der Slowakei, mit 815 Einwohnern (Stand 31. Dezember 2024). Sie gehört zum Okres Poprad, der ein Teil des übergeordneten Bezirks Prešovský kraj ist.

## Geographie
Die Gemeinde liegt im Talkessel Podtatranská kotlina (Unter-Tatra-Kessel) am Fuße der Hohen Tatra in der traditionellen Landschaft Zips, am Bach Červený potok, der hinter dem Ort in den Fluss Poprad mündet. Mlynica ist sechs Kilometer von Poprad und zehn Kilometer von Kežmarok entfernt.

## Geschichte
Der Ort wurde zum ersten Mal 1268 schriftlich erwähnt. Er befindet sich am Standort einer alten slawischen Siedlung, die nach dem verheerenden Mongoleneinfall im Jahr 1241 von deutschen Kolonisten angesiedelt wurde, die bis ins 20. Jahrhundert die Mehrheit bewahrten. Der Name weist auf die heute nicht mehr bestehenden Mühlen hin, ein Symbol für die auch noch heute dominierende Landwirtschaft. Im späten 13. Jahrhundert gehörte Mühlenbach zum Bund der Zipser Sachsen und Bund der 24 Zipser Städte, verwandelte sich aber im Laufe der Zeit zu einem einfachen Dorf, das zur Zipser Burg gehörte. Die letzten Grundbesitzer war die Familie Csáky. Der Ort war die erste Gemeinde in der Zips, die den Protestantismus angenommen hat.
Bis 1918 lag der Ort im Komitat Zips im Königreich Ungarn und kam danach zur Tschechoslowakei. Nach dem Ende des Zweiten Weltkriegs wurde die deutsche Bevölkerung vertrieben und durch Slowaken aus Vikartovce und slowakischen Gemeinden in Polen angesiedelt.

## Bevölkerung
| Jahr                | 1994 | 2004     | 2014     | 2024     |
| ------------------- | ---- | -------- | -------- | -------- |
| Anzahl der Personen | 279  | 383      | 472      | 815      |
| Unterschied         |      | +37,27 % | +23,23 % | +72,66 % |

| Jahr                | 2023 | 2024    |
| ------------------- | ---- | ------- |
| Anzahl der Personen | 768  | 815     |
| Unterschied         |      | +6,11 % |

## Sehenswürdigkeiten
- römisch-katholische Kirche der Hl. Margareta von Antiochia, im 13. Jahrhundert erbaut und seither mehrmals umgewandelt. In der Kirche befindet sich ein Teil des Werks von Paul von Leutschau, ein spätgotischer Flügelaltar
- in einer 1830 erbauten evangelischen Kirche befand sich ein Oldtimer-Museum, ist aber 2009 in die nahegelegene Stadt Kežmarok umgezogen